# Mansour Bahrami
Mansour Bahrami (Araque, Irã, 26 de abril de 1956) é um ex-tenista profissional franco-iraniano.
Mansour Bahrami é naturalizado francês desde 1989. No Irã, ele sofreu com as imposições da Revolução Iraniana, que considerava o tênis um esporte capitalista e elitista. Assim, teve que emigrar para a França. Na sua carreira foi vice-campeão em duplas de Roland Garros, em 1989. Ele é conhecido por sua espontaneidade e diversão em partidas amistosas de tênis de veteranos.
Bahrami chegou à equipe da Copa Davis aos 16 anos, mas no final dos anos 1970 a Revolução Islâmica no Irã fez com que o tênis fosse visto como um esporte capitalista e elitista e, portanto, banido. Ele passou os três anos seguintes jogando gamão, pois todas as quadras de tênis foram fechadas. Em desespero, ele fugiu para a França com as economias de sua vida, que jogou em um cassino e perdeu.

Enquanto seus melhores dias já haviam ficado para trás, e nunca tendo maximizado seu potencial em simples, ele se tornou um jogador de duplas de sucesso, vencendo dois torneios e chegando à final de duplas do Aberto da França em 1989 com Éric Winogradsky.